# Ребекка Петерсон
Ребекка Петерсон (ест. Rebecca Peterson, нар. 6 серпня 1995, Стокгольм) — шведська тенісистка естонського походження.

## Фінали турнірів WTA

### Одиночний розряд: 2 титули
| Результат | В-П | Дата     | Турнір                     | Категорія   | Поверхня | Супртивниця    | Рахунок  |
| --------- | --- | -------- | -------------------------- | ----------- | -------- | -------------- | -------- |
| Перемога  | 1–0 | Вер 2019 | Jiangxi Open, Наньчан, КНР | Міжнародний | Хард     | Олена Рибакіна | 6–2, 6–0 |
| Перемога  | 2–0 | Жов 2019 | Tianjin Open, КНР          | Міжнародний | Хард     | Гезер Вотсон   | 6–4, 6–4 |

### Парний розряд (1–0)
| Легенда                             |
| ----------------------------------- |
| Турніри Великого шолома (0–0)       |
| Турніри WTA Tour (0–0)              |
| Premier Mandatory & Premier 5 (0–0) |
| Premier (0–0)                       |
| International (1–0)                 |

| Фінали за покриттям |
| ------------------- |
| Тверде (0–0)        |
| Ґрунт (1–0)         |
| Трава (0–0)         |
| Килим (0–0)         |

| Результат | Ранг | Дата           | Турнір                             | Покриття | Партнер           | Опоненти                         | Рахунок   |
| --------- | ---- | -------------- | ---------------------------------- | -------- | ----------------- | -------------------------------- | --------- |
| Перемога  | 1.   | 16 лютого 2015 | Rio Open, Ріо-де-Жанейро, Бразилія | Ґрунт    | Ісалін Бонавантюр | Ірина-Камелія Бегу Марія Ірігоєн | 3–0, ret. |

## Фінали серії WTA 125K

### Парний розряд: 1 (1 поразка)
| Результат | Ранг | Дата          | Турнір             | Покриття | Партнерка   | Супротивниці             | Рахунок                 |
| --------- | ---- | ------------- | ------------------ | -------- | ----------- | ------------------------ | ----------------------- |
| Поразка   | 1.   | 27 січня 2018 | Newport Beach, США | Тверде   | Джеймі Лоеб | Дой Місакі Джил Тайхманн | 6–7 (4–7) , 6–1, [8–10] |

## Фінали ITF (17–8)

### Одиночний розряд (11–3)
| Легенда          |
| ---------------- |
| Турніри $100,000 |
| Турніри $75,000  |
| Турніри $50,000  |
| Турніри $25,000  |
| Турніри $15,000  |
| Турніри $10,000  |

| Фінали за покриттям |
| ------------------- |
| Тверде (6–2)        |
| Ґрунт (5–1)         |
| Трава (0–0)         |
| Килим (0–0)         |

| Результат | Ранг | Дата           | Турнір                    | Покриття   | Опонент                        | Рахунок            |
| --------- | ---- | -------------- | ------------------------- | ---------- | ------------------------------ | ------------------ |
| Перемога  | 1.   | 13 травня 2013 | Бостад, Швеція            | Ґрунт      | Zuzana Luknárová               | 6–3, 6–2           |
| Перемога  | 2.   | 21 жовтня 2013 | Стокгольм, Швеція         | Тверде (i) | Tayisiya Morderger             | 7–6(7–2), 6–2      |
| Перемога  | 3.   | 28 жовтня 2013 | Стокгольм, Швеція         | Тверде (i) | Zuzana Luknárová               | 6–7(4–7), 6–2, 6–4 |
| Перемога  | 4.   | 2 грудня 2013  | Мерида (Юкатан), Мексика  | Тверде     | Indy de Vroome                 | 7–5, 4–6, 6–3      |
| Перемога  | 5.   | 9 грудня 2013  | Мерида (Юкатан), Мексика  | Тверде     | Adriana Pérez                  | 6–4, 6–0           |
| Поразка   | 1.   | 17 лютого 2014 | Гельсінборг, Швеція       | Тверде (i) | Jasmina Tinjić                 | 1–6, 0–6           |
| Перемога  | 6.   | 20 жовтня 2014 | Перт, Австралія           | Тверде     | Hiroko Kuwata                  | 6–3, 6–0           |
| Поразка   | 2.   | 27 жовтня 2014 | Маргарет Рівер, Австралія | Тверде     | Тереза Мрдежа                  | 3–6, 3–6           |
| Поразка   | 3.   | 25 травня 2015 | Марибор, Словенія         | Ґрунт      | Марія Саккарі                  | 6–3, 2–6, 2–6      |
| Перемога  | 7.   | 15 червня 2015 | Істад, Швеція             | Ґрунт      | Mathilde Johansson             | 6–2, 6–1           |
| Перемога  | 8.   | 26 жовтня 2015 | Мейкон (Джорджія), США    | Тверде     | Анна Татішвілі                 | 6–3, 4–6, 6–1      |
| Перемога  | 9.   | 18 квітня 2016 | Дотан (Алабама), США      | Ґрунт      | Taylor Townsend                | 6–4, 6–2           |
| Перемога  | 10.  | 18 червня 2017 | Падуя, Італія             | Ґрунт      | Анастасія Васильєва            | 5–7, 6–1, 6–4      |
| Перемога  | 11.  | 13 травня 2018 | Cagnes-sur-Mer, Франція   | Ґрунт      | Ястремська Даяна Олександрівна | 6–4, 7–5           |

### Парний розряд (6–5)
| Легенда          |
| ---------------- |
| Турніри $100,000 |
| Турніри $75,000  |
| Турніри $50,000  |
| Турніри $25,000  |
| Турніри $15,000  |
| Турніри $10,000  |

| Фінали за покриттям |
| ------------------- |
| Тверде (3–2)        |
| Ґрунт (3–2)         |
| Трава (0–0)         |
| Килим (0–0)         |

| Результат | Ранг | Дата             | Турнір                                                              | Покриття | Партнер               | Опоненти                                   | Рахунок          |
| --------- | ---- | ---------------- | ------------------------------------------------------------------- | -------- | --------------------- | ------------------------------------------ | ---------------- |
| Перемога  | 1.   | 25 березня 2013  | Шарм-еш-Шейх, Єгипет                                                | Тверде   | Malin Ulvefeldt       | Alina Mikheeva Jillian O'Neill             | 6–3, 6–4         |
| Поразка   | 1.   | 13 травня 2013   | Бостад, Швеція                                                      | Ґрунт    | Malin Ulvefeldt       | Ellen Allgurin Beatrice Cedermark          | 3–6, 0–6         |
| Перемога  | 2.   | 27 травня 2013   | Раанана, Ізраїль                                                    | Тверде   | Lee Or                | Saray Sterenbach Ekaterina Tour            | 6–1, 6–2         |
| Поразка   | 2.   | 2 грудня 2013    | Мерида (Юкатан), Мексика                                            | Тверде   | Hilda Melander        | Chieh-Yu Hsu Марія Ірігоєн                 | 4–6, 7–5, [6–10] |
| Поразка   | 3.   | 28 липня 2014    | Бад-Заульгау, Німеччина                                             | Ґрунт    | Hilda Melander        | Diana Buzean Arabela Fernández Rabener     | 5–7, 3–6         |
| Перемога  | 3.   | 1 вересня 2014   | Алфен-ан-ден-Рейн (муніципалітет), Нідерландські Антильські острови | Ґрунт    | Ева Ваканно           | Рішель Гогеркамп Леслі Керкгове            | 6–4, 6–4         |
| Перемога  | 4.   | 2 березня 2015   | Куритиба, Бразилія                                                  | Ґрунт    | Їсалін Бонавентюре    | Beatriz García Vidagany Флоренсія Молінеро | 4–6, 6–3, [10–5] |
| Перемога  | 5.   | 3 серпня 2015    | Плзень, Чехія                                                       | Ґрунт    | Барбора Крейчикова    | Lenka Kunčíková Karolína Stuchlá           | 6–4, 6–3         |
| Поразка   | 4.   | 2 листопада 2015 | Вейко, США                                                          | Тверде   | Глушко Юлія Сергіївна | Nicole Gibbs Ваня Кінг                     | 4–6, 4–6         |
| Перемога  | 6.   | 9 листопада 2015 | Скоттсдейл, США                                                     | Тверде   | Глушко Юлія Сергіївна | Вікторія Голубич Штефані Фогт              | 4–6, 7–5, [10–6] |
| Поразка   | 5.   | 5 листопада 2017 | Тайлер (Техас), США                                                 | Тверде   | Джеймі Лоеб           | Джессіка Пегула Taylor Townsend            | 4-6, 1-6         |